# Williamsburg (Iowa)
Williamsburg è una città degli Stati Uniti d'America, situata nello Stato dell'Iowa, nella Contea di Iowa.